# Tělocvična (Aš)
Tělocvična (též budova ašského turnerského spolku, kulturní středisko nebo komunitní centrum) v Aši je reprezentativní secesní budova v centru města.

## Historie
Ašský turnerský spolek Turnverein Asch byl založen v roce 1849 a od městské rady získal k užívání venkovní sportoviště. Potřeba krytých prostor byla vyřešena v roce 1869, kdy byla slavnostně otevřena nová tělocvična. Ta však přestala počátkem 20. století kapacitně postačovat a bylo rozhodnuto o jejím zbourání a postavení větší budovy na stejném místě. Stavba byla zahájena 1. října 1912 a budova slavnostně otevřena 6. července 1913. Od roku 1925 v budově fungovala jednoletá turnerská škola; vyučoval zde Konrád Henlein, který ve škole působil až do svého vstupu do vysoké politiky. V roce 1926 pak byl k tělocvičně přikoupen ještě sousední pozemek, ze kterého se stalo venkovní cvičiště. Od roku 1945 nesla budova jméno Slovanský dům a byla v ní restaurace, v roce 1954 pak bylo rozhodnuto o proměně budovy na Dům osvěty, kterým se stala v roce 1956. Dům později změnil název na Střediskové kulturní zařízení a poté Ašské kulturní středisko.
V roce 2019 byla budova prohlášena kulturní památkou, v roce 2022 byl zpracován projekt na její přestavbu na komunitní centrum, ta byla zahájena v roce 2023 a měla by být dokončena v roce 2026.

## Architektura
Stavbu navrhl ašský architekt Ernst Hausner. Jedná se o monumentální třináctiosou budovu, obrácenou hlavním průčelím do Karlovy ulice. Toto průčelí je děleno dvěma rizality. V levém rizalitu je v přízemí umístěn hlavní vchod s nápadným geometricky secesním portálem a rizalit je završen nápadným zalomeným štítem s půlkruhově zaklenutým děleným oknem. Pravý rizalit má trojúhelníkový štít s kartuší v tympanonu. V obou rizalitech je fasáda zdobena vysokými pilastry, mimo ně pak lizénami. Budova má kromě hlavního vchodu dva další vstupy: jeden zcela vlevo, s portálem z kamenných kvádrů, a druhý velmi prostý, pravoúhlý, v deváté okenní ose. Zatímco přední reprezentativní část budovy je kryta mansardovou střechou, zadní část s tělocvičným sálem je opatřena střechou sedlovou. Hlavní sál je zastřešen unikátní dřevěnou klenbou nesenou kovovým krovem s nýty. Na jižní straně byl pak k hlavnímu sálu přistaven ještě menší, s pultovou střechou, užívaný jako kinosál či divadelní sál. Ten by měl být v rámci plánované přestavby zbourán.